# Karolin Horchler
Karolin Horchler (Bad Arolsen, 9 maggio 1989) è una biatleta tedesca.

## Biografia
In Coppa del Mondo ha esordito il 4 dicembre 2014 a Östersund (24ª) e ha ottenuto il primo podio il 17 gennaio 2016 a Ruhpolding (2ª nella staffetta).
Ai Mondiali di Anterselva 2020 ha conquistato la medaglia d'argento nella staffetta.
In carriera non ha preso parte  a rassegne olimpiche.

## Palmarès

### Mondiali
- 1 medaglia:
  - 1 argento (staffetta[1] ad Anterselva 2020)

### Mondiali juniores
- 1 medaglia:
  - 1 argento (individuale a Torsby 2010)

### Coppa del Mondo
- Miglior piazzamento in classifica generale: 45ª nel 2018
- 4 podi (a squadre):
  - 2 secondi posti
  - 2 terzi posti